# Plom I de La Bastida

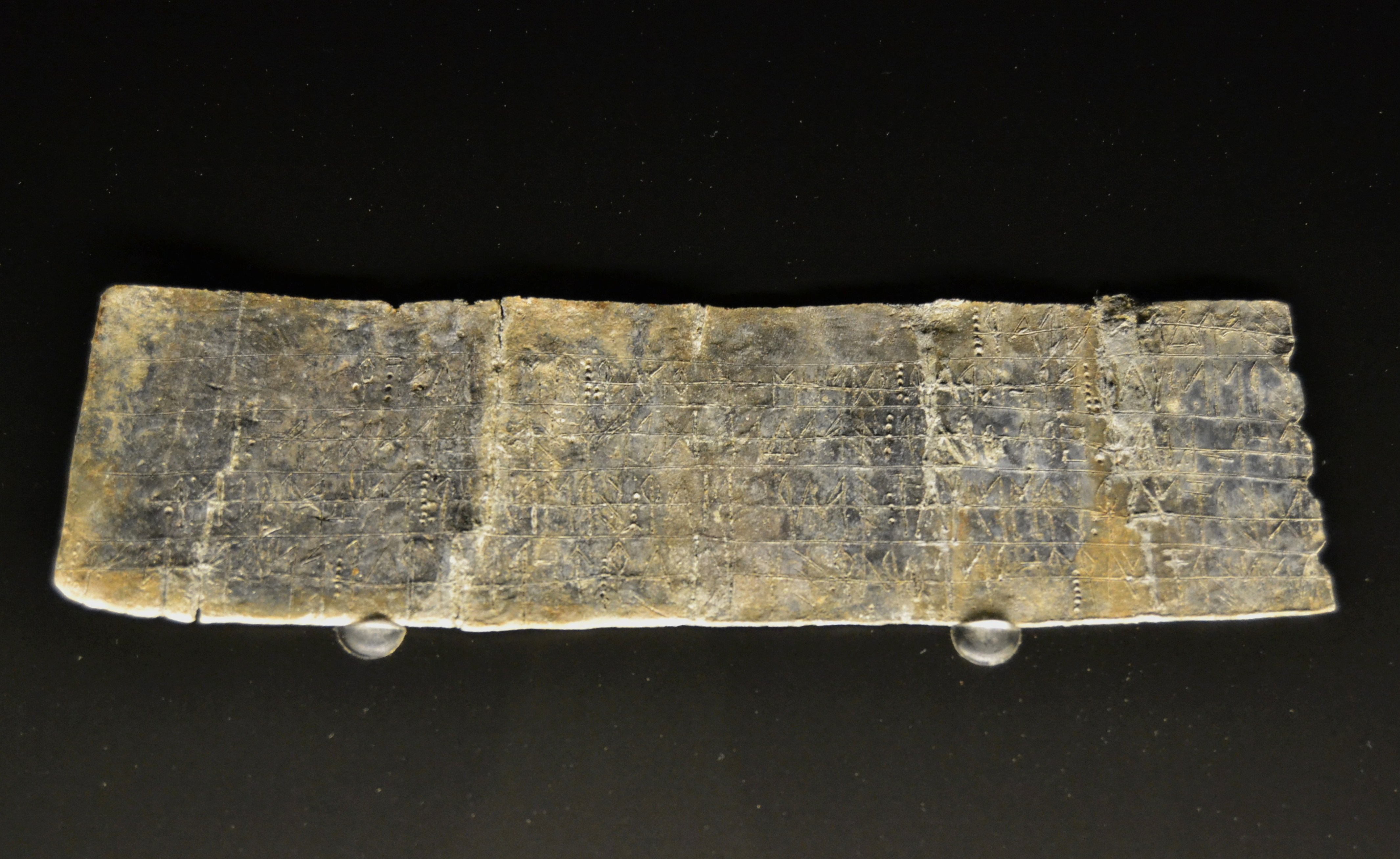
Una cara del Plom de La Bastida de les Alcusses, actualment al Museu de Prehistòria de València

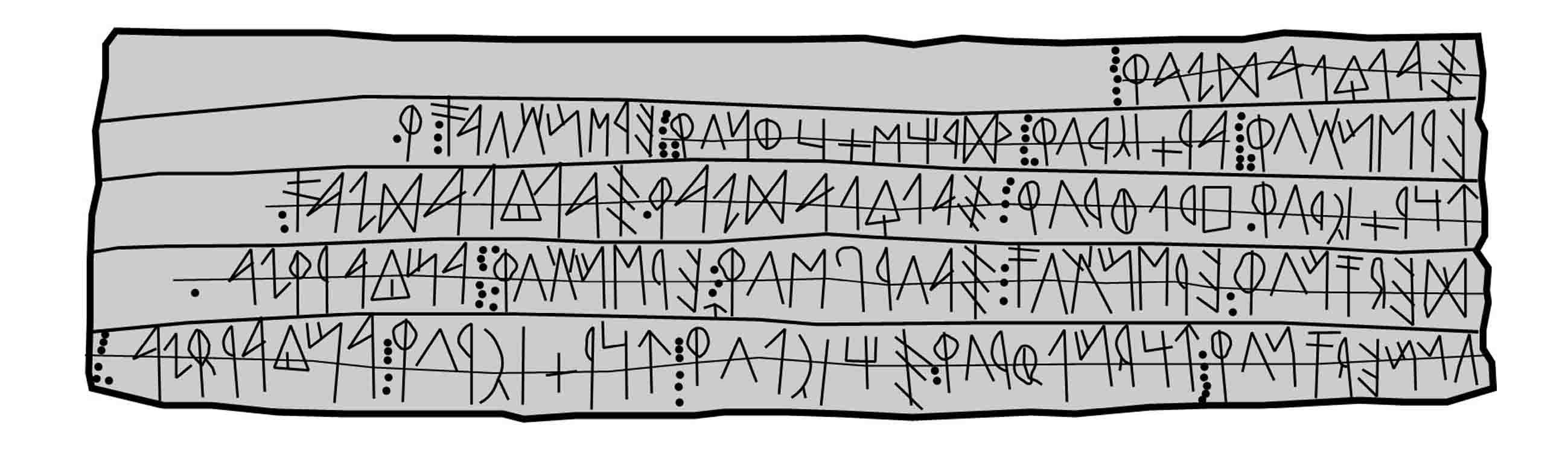
Anotació de l'escriptura en aquesta mateixa cara

El Plom I de La Bastida (de les Alcusses), o Bastida I, és una planxa de plom inscrita del segle iv abans de la nostra era, que es va trobar al jaciment del poblat iber de la Bastida de les Alcusses, a l'actual municipi de Moixent, al sud-oest del País Valencià, a la comarca de La Costera, Països Catalans.
És una de les mostres trobades més llargues d'escriptura ibèrica sud-oriental.

## Descripció
El plom es va trobar en unes excavacions arqueològiques del 1928; és una làmina rectangular, de 18 cm d'amplària per uns 5 cm d'alt. L'objecte està escrit per les dues cares en escriptura sud-oriental (o meridional), dual, i té 243 signes, amb 85 en una cara i 158 en l'altra, sense comptar les línies de punts verticals que separen les paraules.
La primera cara conté cinc línies gravades horitzontals que assenyalen i separen les línies de text. Hi ha dos textos, en posicions contràries. La segona cara del plom conté quatre línies de pautat.
Es desconeix el significat dels textos, però en el primer (text A), gran part dels mots acaben amb un sufix -gabe (-kabe) i -giabe (-kiabe), i això podria indicar una llista de noms.

## Transcripció
La transcripció proposada per Beltrán Villagrasa (1954) és aquesta:
Text A
I. ganierdon-gabe.uorilder-gabe.stikel(o)-gabe.uordaker-gabe.aiduarbegi-abe.
II. boerdoi-gabe.ersiku-gado.sakarbis-gabe.ersiku-gabe.aiduarbegi-abe.
III. uordaker-gabe.bubalder-gabe.saldulagogi-abe.saldulagogi-ado.
IV. ersiku-gabe.ardaker-gabe.(be)goldisdaoden-gabe.ersiku-gaado.be.
V. saldulagogi-abe.
Text B
I dodalaokidieku.vibellivikan.
II. betar(?)kubeku.stosin dekekuka.nanbin.
III. binbesar ikan.betaku.
IV. orkedeikekuka.beedebaku.laki.
Text C
I....sbeliku.oduta.bisikudarakar.
II....nki.